# Bexiga natatória

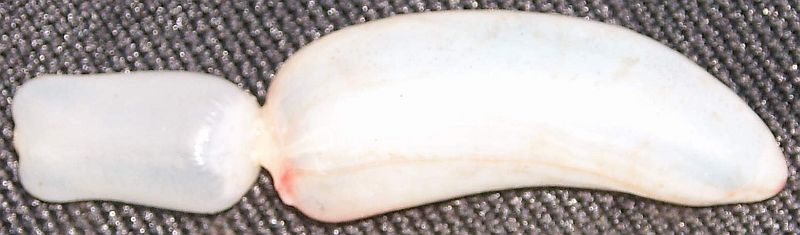
Uma bexiga natatória.

A vesícula gasosa, também conhecida como bexiga natatória, é um órgão que auxilia os peixes ósseos a manterem-se a determinada profundidade através do controle da sua densidade relativamente à da água.
É um saco de paredes flexíveis, e pode expandir-se ou contrair de acordo com a pressão; tem pouquíssimos vasos sanguíneos, mas as paredes estão forradas com cristais de guanina, que a tornam impermeável aos gases.
Nem todos os peixes possuem este órgão: os tubarões controlam a sua posição na água através da quantidade de óleo presente em seus fígados bastante desenvolvidos; outros peixes têm reservas de tecido adiposo sob a pele para essa finalidade.
A presença de vesícula gasosa traz uma desvantagem para o seu portador: ela impede a subida rápida do animal na coluna de água, sob o risco de o órgão arrebentar.
Nos peixes pulmonados, como é o caso da piramboia, a bexiga funciona como pulmão, podendo ser bilobada.

## Fisiologia da vesícula gasosa
A vesícula gasosa possui uma glândula que permite a introdução de gases, principalmente oxigénio, neste órgão, para aumentar o seu volume. O mecanismo para a troca de gases é o seguinte: a glândula excreta ácido láctico que provoca a perda de oxigénio pela hemoglobina. Este gás difunde-se para dentro da vesícula gasosa através de uma complexa estrutura chamada "rete mirabile". Noutra região da vesícula, esta encontra-se em contacto com o sangue através duma estrutura conhecida por "janela oval", através da qual o oxigênio pode voltar para a corrente sanguínea, baixando assim a pressão dentro da bexiga natatória e diminuindo o seu tamanho.
A proporção de gases dentro da vesícula gasosa varia: em águas pouco profundas, a composição é muito próxima da da atmosfera, enquanto que em águas profundas tem a tendência para ter uma maior percentagem de oxigênio. Observou-se, por exemplo, na enguia Synaphobranchus (que já foi encontrada a uma profundidade de 5440 metros) a seguinte composição do gás da sua bexiga natatória: 75,1% de oxigênio, 20,5% de nitrogênio, 3,1% de dióxido de carbono e 0,4% de argon.
Em algumas espécies de peixes, principalmente de água doce, a bexiga natatória encontra-se ligada com o labirinto do ouvido interno, onde o animal obtém um sentido preciso da pressão da água (e portanto, da profundidade). Pensa-se que esta ligação também auxilia o sentido da audição dos peixes.

## Ontogenia e relações filogenéticas entre a bexiga natatória e o pulmão dos animais terrestres
A vesícula gasosa está relacionada evolutivamente com o pulmão dos animais terrestres. Pensa-se que os primeiros pulmões eram simples sacos onde o peixe podia armazenar ar da atmosfera quando a água tinha muito pouco oxigénio (hipóxia) e que evoluiram como pulmões, nos animais terrestres, e como vesícula gasosa nos peixes. Durante o desenvolvimento embrionário, tanto o pulmão como a vesícula gasosa têm origem numa evaginação do tubo digestivo e, em algumas espécies actuais, a bexiga natatória continua a ter uma ligação pneumática com aquele órgão. Este é um exemplo de correlação entre ontogenia e filogenia. Não existe qualquer espécie que possua ao mesmo tempo pulmões e bexiga natatória.